# تیس (ویرجینیای غربی)
تیس (به انگلیسی: Teays) یک منطقهٔ مسکونی در ایالات متحده آمریکا است که در شهرستان پاتنم، ویرجینیای غربی واقع شده‌است.